# Difeología
En matemática, difeología (inventada primero por Souriau en los 1980, y refinada posteriormente por mucha gente) es una generalización de las variedades (indefinidamente) diferenciables en una categoría más estable. 
Si X es un conjunto, una difeología en X es un conjunto de funciones (llamadas placas) desde un subconjunto abierto de cierto Espacio euclídeo a X tal que valga lo siguiente:
- Toda función constante es una placa
- Para una función dada, si todo punto en el dominio tiene un entorno tal que la restricción de la función a este entorno es una placa, entonces la función misma es una placa.
- Si p es una placa, y f es una función (indefinidamente) diferenciable desde un conjunto abierto de cierto espacio euclídeo en el dominio de p, entonces la composición p ° f es una placa.

Nótese que los dominios de placas diferentes pueden ser subconjuntos de espacios euclídeos de diferentes dimensiones.
Un conjunto junto con una difeología es llamado un espacio difeológico.
Una función entre espacios difeológicos es llamada diferenciable, si y sólo si compuesta con cualquier placa en el primer espacio da una placa en el segundo espacio.
Es un difeomorfismo si es diferenciable, biyectivo, y su inverso es también diferenciable. 
Los espacios difeológicos, junto con las funciones diferenciables como morfismos, forma una categoría. Los isomorfismos en esta categoría son precisamente los difeomorfismos como se definen arriba. 
Un espacio difeológico tiene la D-topología: la topología más fina tal que todas las placas son continuas. Los abiertos en esta topología son llamados D-abiertos y se especifican como los subconjuntos A de X tales que las pre-imágenes bajo cualquier placa p-1(A) son abiertas en la topología usual de Rn. 
Si Y es un subconjunto del espacio difeológico X, entonces Y es por sí mismo un espacio difeológico de un modo natural: las placas de Y son aquellas placas de X que tienen imágenes que sean subconjuntos de Y. 
Cada variedad C∞ tiene una difeología: aquella en que las placas son funciones diferenciables desde los subconjuntos abiertos de espacios euclidianos a la variedad. En particular, cada subconjunto abierto de Rn tiene una difeología. 
Las variedades C∞ junto con las funciones (indefinidamente) diferenciables se pueden entonces considerar como subcategoría completa de la categoría de espacios difeológicos. Un espacio difeológico donde cada punto tiene una vecindad de la D-topología difeomórfica a un subconjunto abierto de Rn (donde n está fijo) es igual que la difeología generada arriba para una estructura de variedad. 
La noción de una familia generadora, debida a Patrick Iglesias, es conveniente al definir difeologías: un sistema de placas es una familia generadora para una difeología si la difeología es la más pequeña que contiene todas las placas dadas. En ese caso, también decimos que la difeología es generada por las placas dadas. 
Si X es un espacio difeológico y ~ es una cierta relación de equivalencia en X, después el conjunto cociente X/~ tiene la difeología generada por todas las composiciones de placas de X con la proyección de X a X/~. Esto se llama la difeología cociente. Observe que la D-topología cociente es la D-topología de la difeología del cociente. 
Esto es una manera fácil de construir difeologías en no-variedades. Por ejemplo, los números reales R son un espacio difeológico (son una variedad). R/(Z + αZ), para algún irracional α, es el toro irracional. 
Tiene una difeología, pero la D-topología para ella es la topología indiscreta.